# Alhaji Sikiru Ayinde Barrister
Alhaji Sikiru Ayinde Barrister (9 de febrero de 1948 – 16 de diciembre de 2010), fue un músico del género de música popular nigeriana llamado fuji, natural de Ibadán, ciudad del sur de Nigeria y atribuido como creador del género. Conocido como Mr. Fuji comenzó su carrera de música como un aventajado cantante de música ajisari, junto con Jibowu Barrister, bajo el nombre de Alhaji Jibowu. Este grupo cantó durante el mes santo de Ramadán en Lagos para despertar a los fieles o avisarles de las horas de los rezos cumpliendo con su labor de ajisari.
Comenzó su carrera en el fuji a principios de la década de 1970 con el Golden Fuji Group, aunque había cantado canciones musulmanas cuanto tenía 10 años. El nombre fuji fue concebido de un modo bastante gracioso e insólito. Según afirma, Alhaji Sikiru Ayinde Barrister vio un cartel en un aeropuerto internacional anunciando el Monte Fuji, que es el pico más alto en Japón y le resultó graciosa ya que "fuji", en este contexto, no debe confundirse con la palabra de yoruba "fuja", o "faaji", que significan ocio o placer. ("Onifuja" o "Onifaaji" es en yoruba popular, o uno que agrada en el ocio o en el placer).
La comunidad musulmana en la metrópoli de Lagos tenía un número importante de actos de ajiwere. Estos tempranos ejecutantes dibujaron la gran inspiración del estilo de música de yoruba sakara, usando el tambor sakara, pero sin el instrumento de viela goje que normalmente se toca como violín de acompañamiento. La música ajisari comenzó a desarrollarse muy rápido y, aunque fue considerado "una música local" por los estudiantes y las élites cultas de Nigeria, la lucha para modernizarse, provocó que Sikiru creara un nuevo género llamado fuji.Los estilos que comenzaban a desarrollarse, y no era insólito para unos cuantos tocar armónicas entre interludios ajiwere dentro de sus composiciones. Alhaji Sikiru Ayinde Barrister era el cantante/compositor de ventajoso del grupo popular ajisari, Jibowu Barrister, bajo el mando de Alhaji Jibowu Barrister. Alhaji Sikiru Ayinde Barrister y otro ajiwere joven "rocked" ganaron fama en Lagos y sus alrededores hasta alrededor del nigeriano de tiempo la crisis de guerra civil de Nigeria (1966-1970) que tomó a muchos jóvenes (incluyendo a Alhaji Sikiru Ayinde Barrister). 
Alhaji Sikiru Ayinde Barrister como herido de guerra fue llevado al Centro de Restablecimiento de Fuerzas armadas de la rehabilitación, aunque tocando de media jornada y sacando a la venta álbumes. Hacia 1976, cuando descargó totalmente su poder el ejército de Nigeria lanzaba él mismo sus grabaciones de estudio a jornada completa convirtiéndose ya en la estrella exclusiva en la vanguardia, produciendo en serie éxitos tras éxitos. Su éxito indudablemente abasteció de combustible la aparición de fuji como un género establecido en el molde de la música popular apala, sakara y jùjú en particular La popularidad floreció en particular entre fiesteros, mundanos y magnates de negocio. Alhaji solía regañar a críticos por la denominación de música incivilizada que le atribuían. En uno de sus más famosos LP "Fuji Reggae Series II" Alhaji Sikiru Ayinde Barrister preguntó, retóricamente, ¿Quién puede decirme el significado de fuji? Entonces explicó que "... es una combinación de apala, sakara, agogô, gudugudu, agidigbo, aro highlife y ajisari". 
Él cambió el nombre de su grupo por Fuji Londoners cuando volvió de un viaje a Londres, Inglaterra. Después un muy mucho tiempo, con éxitos como "Orilonise", "Fuji Disco/Iku Baba Obey", "Oke Agba", "Aye", " y "Suuru", cambió el nombre del grupo a Supreme Fuji Commanders con un éxito, "Orelope", que fue platino al instante. El rival de Ayinde era Ayinla Kollington, Baba Alatika, conocida para usar letras burdas y vulgares entrelazadas con incoherentes comentarios sociales. En los años 80 les siguieron estrellas como Wasiu Ayinde Barrister. Hoy su LP "Oke Agba" Es todo un clásico.